# Жиронкин, Александр Трофимович
Александр Трофимович Жиронкин (27 августа 1911 — 10 апреля 1945) — участник советско-финской войны и Великой Отечественной войны. Полный кавалер ордена Славы.

## Биография
Родился 27 августа 1911 в селе Нижние Пены (ныне Ракитянский район Белгородская область) в семье крестьянина. После окончания школы призван в Красную Армию (в 1932). После окончания службы поступил и окончил Ростовский учительский институт. Работал учителем математики и физики в школе. 15 января 1940 вновь призван в Красную Армию. Участвовал с Советско-Финской войне. В боях Великой Отечественной войны принимал участие с 30 июня 1941. Но уже в июле того же года попал в окружение. Продолжил воевать в партизанском отряде в Смоленской области. С 16 сентября 1943 — вновь в действующей армии. 3—4 марта 1944 в боях возле Витебска, заменив командира отделения, ворвался во вражескую траншею и огнём из своей винтовки и гранатой уничтожил 3 солдат противника. Организовал успешную оборону захваченной позиции. Во время этого боя был ранен, но оставался на поле боя до его окончания. 17 апреля 1944 награждён орденом Славы 3-й степени. 25 июня 1944 во время Витебско-Оршанской операции отстоял пулемёт, уничтожил 7 солдат врага и станковый пулемет врага. 20 августа 1944 награждён орденом Славы 2-й степени. Во время освобождения Литвы уничтожил 2 расчёта 2-х станковых пулемета. 10 октября во время отражения атаки противника с тыла, уничтожил 3 вражеских солдат. 12 октября был ранен, но оставался на поле боя до полного выполнения боевой задачи. 24 марта 1945 награждён орденом Славы 1-й степени. В октябре 1944, во время отражении контратаки противника, уничтожил 2 вражеских солдат. В начале 1945 окончил курсы младших лейтенантов. Трагически погиб 10 апреля 1945 в одном из боёв в Восточной Пруссии. Похоронен в братской могиле в Калининградской области.

## Награды
Александр Трофимович Жиронкин был награжден следующими наградами:
- Орден Славы I степени (24 марта 1945)[2];
- Орден Славы II степени (20 августа 1944)[3];
- Орден Славы III степени (17 апреля 1944)[4];
- Орден Красной Звезды (18 ноября 1944)[5][6].